# Logis de la Sénaigerie
Le logis de la Sénaigerie est un château situé à Bouaye, dans le département de la Loire-Atlantique, en France.

## Localisation
Le château est situé à plus de 200 m au Sud-Est de la Gare de Bouaye, et par conséquent du bourg. L'Acheneau, qui forme la limite septentrionale du lac de Grand-Lieu en hiver, se trouve à 400 m au Sud.

## Historique
La maison seigneuriale est déjà mentionnée au XVe siècle, mais le logis, la fuie et la chapelle, ont été construits aux XVIe et XVIIe siècles, tandis que les communs ont été rebâtis dans la première moitié du XIXe siècle.
Le logis possédait une place stratégique : à proximité du lac Grandlieu, il y contrôlait les activités qui s'y déroule, ainsi que la forêts de Touffou, qui au Moyen Âge était source importante pour ce chauffer, construire et chasser. La Sénaigerie devint donc une maison seigneuriale et administrative importante.
Le monument est inscrit au titre des monuments historiques en 1999.